# Jerzy Naziębło
Jerzy Naziębło (ur. 19 lutego 1958 w Żyrardowie) – polski historyk i samorządowiec, przewodniczący Rady Miasta Żyrardowa (2002–2006), dyrektor Muzeum Mazowsza Zachodniego w Żyrardowie (1986–2001), w latach 2010–2012 prezes Towarzystwa Przyjaciół Miasta Żyrardowa.

## Życiorys
Po ukończeniu studiów w Wyższej Szkole Pedagogicznej w Olsztynie powrócił do Żyrardowa i pracował jako nauczyciel historii w szkole podstawowej. W 1990 uzyskał stopień doktora nauk humanistycznych w zakresie historii na podstawie pracy Aliancka inwazja na Sycylię w 1943 roku. Odbył jednocześnie studia podyplomowe z dziedziny administracji na Uniwersytecie Warszawskim oraz z dziedziny zarządzania na Politechnice Radomskiej.
W 1982 został zatrudniony w Muzeum Okręgowym w Żyrardowie, zaś od 1986 do 2001 sprawował funkcję jego dyrektora (od 1999 Muzeum Mazowsza Zachodniego w Żyrardowie). Był także prezesem Stowarzyszenia na Rzecz Kultury im. Ignacego Jana Paderewskiego, członkiem Polskiego Komitetu Ochrony Dziedzictwa Przemysłowego, a także przewodniczącym Komitetu Organizacyjnego Obchodów Roku Pawła Hulki-Laskowskiego (2001–2002, 2011). W styczniu 2010 został prezesem Towarzystwa Przyjaciół Miasta Żyrardowa.
W latach 1988–1990 był radnym Miejskiej Rady Narodowej. Od 1994 był wybierany na radnego Rady Miasta Żyrardowa: początkowo z ramienia SLD, następnie zaś Unii Wolności i PO. Od 1998 do 2002 pełnił funkcję wiceprzewodniczącego Rady Miasta. W latach 2002–2006 był przewodniczącym rady, zaś w kadencji 2006–2010 i od 2011 do 2013 wiceprzewodniczącym. W 2014 został inicjatorem powołania nowego stowarzyszenia Ruch Odrodzenia Żyrardowa. W tym samym roku z ramienia lokalnego komitetu kandydował na urząd prezydenta Żyrardowa, utrzymując jednocześnie mandat radnego na kolejną kadencję. Również w 2018 pozostał radnym miejskim jako kandydat Koalicji Obywatelskiej.
Z rady odszedł w trakcie kadencji w 2021 w związku z powołaniem na dyrektora Miejskiej Biblioteki Publicznej w Żyrardowie. W 2024 został wybrany na radnego powiatu żyrardowskiego.

## Odznaczenia
W 2001 został odznaczony Srebrnym Krzyżem Zasługi.